# 名塚佳織と吉野裕行のガンガンいこうぜ!
名塚佳織と吉野裕行のガンガンいこうぜ!（なづかかおりとよしのひろゆきのガンガンいこうぜ）は、2008年1月31日から2010年7月4日までラジオ大阪で放送されていたラジオ番組である。
スクウェア・エニックス提供。『月刊少年ガンガン』と連動していた。

## パーソナリティ
- 名塚佳織
- 吉野裕行

## 配信
- スクエニ公式サイト - 番組終了直後の日曜日23:00更新
- 音泉・BEWE - 2008年1月31日–、それ以降は翌週木曜日更新
- スポンサー：スクウェア・エニックス

配信版は音楽がカットされている。

## コーナー
- 常識オフサイド! - リスナーから送られてきた、常識か非常識かの微妙な判定ラインを主審・吉野が名塚と一緒に判定するコーナー
- まさひろのしるし - 『勇者まさひろ』を勇者に育てるコーナー
- ヘコメール - リスナーから送られてきた 凹んだメールを紹介し励ますコーナー
- フツオタ - いわゆるふつうのお便りコーナー
- なづさんよっちん珍道中バーチャル列島縦断紀行 - パーソナリティ二人が万歩計を持って生活し、進んだ歩数によって日本列島を縦断していくコーナー
- 夏のはなし! - 「夏ならでは」のこと、「夏っぽい」ことを川柳で表現するコーナー
- 錬成・真理の扉
- 今、自分リーチっす! - リスナーが今、どんなテンパイ状態にあるのか、どんなリーチが掛かっているのかを報告してもらうコーナー。パーソナリティ二人がリーチ具合から「ロン!」「ツモ!」「ノーテン!」などと判断する。
- ガンガンクイズ - スクウェア・エニックスのマンガに関するクイズを吉野裕行が答えるコーナー
- ひとこめチャンネル - エンディング後、パーソナリティ2人が一言ずつコメント